# Quercus charcasana
Quercus charcasana är en bokväxtart som beskrevs av William Trelease och Aimée Antoinette Camus. Quercus charcasana ingår i släktet ekar, och familjen bokväxter. Inga underarter finns listade.